# 热夫里丝·埃马内
热夫里丝·埃马内（法語：Gévrise Émane，1982年7月27日—），法国女子柔道运动员，2012年夏季奥林匹克运动会女子63公斤级铜牌得主、2013年世界柔道锦标赛女子63公斤级铜牌得主、2015年世界柔道锦标赛女子70公斤级金牌得主。